# ディバータ
株式会社ディバータ（英: Diverta inc.）は東京都新宿区に本社を置き、コンテンツ管理システム (CMS) の開発、ウェブサイトの企画・構築・運営、インターネットを利用したサービスの開発・研究を行う日本の企業。

## 概要
2005年1月に有限会社ディバータとして設立。2007年に株式会社ディバータに商号変更。
150種類以上の機能を持つCMSサービスRCMSやソーシャルメディアに利用可能なRCMS on Socialの開発を行う。
2008年度の独立行政法人情報処理推進機構 中小企業経営革新ベンチャー支援事業で146件の公募から採択される。
2009年3月プライバシーマークを取得。またグリーン電力証書システムの導入を行い環境へと取り組みも行っている。

## サービス
- コンテンツ管理システム「RCMS」提供

- ホームペーじん

- RCMS on social [5]

- WEBスクレイパー

- mixGroup

- ぐるぺ

## 受賞
- 第4回Mashup Awards(サン・マイクロシステムズ株式会社・株式会社リクルート主催Mashup Awards 4)【特別賞／Business Idea賞】　RCMSプラットフォーム、mixGroup　受賞[6]。

## 出展
- IPAX2009 （独立行政法人情報処理推進機構主催）中小企業経営革新ベンチャー支援事業 「SaaS提供の次世代型CMSの「RCMS」を利用したサイト運営戦略」[7]

- 第3回情報通信設備展ビジネスコミュニケーション東京2008（株式会社リックテレコム 月間テレコミュニケーション編集部主催）2008年5月22日～5月23日 池袋サンシャインシティ文化会館3F展示ホールC 出展[8]

- 第5回ダイレクトマーケティングEXPO(リードエグジビジョンジャパン株式会社主催)Web＆モバイルマーケティングEXPO　出展[9]

## 参加団体
- ASP・SaaSインダストリ・コンソーシアム 正会員[10]
- MIJS 準会員[11]
- GREEN ENERGYエクセレントパートナー[4]